# Penang Open 1959
Die Penang Open 1959 im Badminton fanden Mitte August 1959 statt.

## Finalergebnisse
| Disziplin              | Sieger                       | Finalist                  | Ergebnis           |
| ---------------------- | ---------------------------- | ------------------------- | ------------------ |
| Herreneinzel           | Teh Kew San                  | Eddy Choong               | 15-7, 15-11        |
| Dameneinzel            | Tan Gaik Bee                 | Ng Mei Ling               | 11-1, 11-1         |
| Herrendoppel           | Teh Kew San Johnny Heah      | Eddy Choong David Choong  | 15-8, 15-5         |
| Damendoppel            | Tan Gaik Bee Cecilia Samuel  | Amy Heah Ewe Choon Ghee   | 0-1, 15-6, 15-0    |
| Mixed                  | Khoo Eng Huah Tan Gaik Bee   | Teh Kew San Ng Mei Ling   | 15-9, 15-8         |
| Veteranen-Herrendoppel | Teoh Choon Sooi Lee Peng Joo | Tan Kin Hong Lim Tew Chye | 18-14, 10-15, 15-9 |